# Rabani Ghulam
Rabani Ghulam (* 8. Oktober 1951) ist ein ehemaliger afghanischer Boxer.
Der 1,78 m große Ghulam war Mitglied der afghanischen Mannschaft bei den Olympischen Sommerspielen 1980 in Moskau. Er ging im Leichtgewicht, der Gewichtsklasse bis 60 kg, an den Start. In der ersten Runde schied er gegen den Nordkoreaner Jong Jo-ung aus, nachdem der Ringrichter den Kampf am Ende der zweiten Runde nach einem Kopfschlag beendet hatte.